# Max von Wedel
Max von Wedel (* 10. Oktober 1850 in Sarranzig bei Dramburg, Pommern; † 14. Oktober 1906 in Teheran) war ein persischer General und Generaldirektor der persischen Post.

## Leben
Max von Wedel war ein Sohn des Rittmeisters Hermann Otto von Wedel (1817–1869) und der Rosalinde Leschbrand (1826–1892). Er hatte sieben Schwestern und vier jüngere Brüder. Zwei dieser Brüder wurden Generäle: Hans Otto von Wedel (1861–1929) und Hasso Otto von Wedel (1863–1940). Die beiden anderen, Kurt Otto von Wedel und Paul Hermann Otto von Wedel, wanderten in die Vereinigten Staaten aus. 
Wedel besuchte Gymnasien in Köslin und Berlin und nahm am Deutsch-Französischen Krieg teil. Er war Offizier im preußischen Garde-Füsilier-Regiment, bevor er zur österreichischen Armee übertrat und dort im k.u.k. Infanterieregiment „Kaiser“ Nr. 1 diente. 
1882 gehörte er zu den neun österreichischen Soldaten, die vom Wiener Reichskriegsministerium auf Ersuchen der persischen Regierung zur Fortführung der Armeereform nach Teheran entsandt wurden. Anders als die 1878 von Nāser ad-Din Schah in Wien vereinbarte Österreichisch-Ungarische Militärmission in Persien, die bis 1881 substantielle Beiträge zur Reform der persischen Armee geleistet hatte, unterstand das 1882 entsandte Kontingent persischem Befehl und war dadurch in seinen Wirkmöglichkeiten deutlich stärker begrenzt.  
Wedel stieg zum General und Inspekteur der Garde auf. Dann verließ er die Armee und wurde Generaldirektor der kaiserlichen Post. Sein Grab befindet sich auf dem evangelischen Friedhof in Teheran.